# چرخند مکونو
چرخند مکونو (Cyclone Mekunu) شدیدترین چرخندی است که از زمان ثبت اطلاعات هواشناسی، در شبه جزیره عربستان رخ داده‌است. این توفند سقطرا، جنوب عمان و شرق یمن را درنوردید.
این چرخند از ۲۱ ماه مه آغاز شد و بتدریج تشدید گردید و در ۲۵ مه به اوج شدت خود رسید و در منطقه صلاله عمان به خشکی اصابت کرد. این توفند تا ۲۸ مه دست کم ۱۳ کشته بر جای گذاشته‌است.